# لويس إي. وودز
لويس إي. وودز (بالإنجليزية: Louis E. Woods)‏ هو ضابط أمريكي، ولد في 7 أكتوبر 1895 في فريدونا في الولايات المتحدة، وتوفي في 20 أكتوبر 1971 في واشنطن العاصمة في الولايات المتحدة.